# 捍衛救援
《捍衛救援》（英語：The Marksman）是一部2021年美國動作驚悚片，由勞勃·羅倫茲執導、製片並與克里斯·查爾斯（Chris Charles）及丹尼·克拉維茲（Danny Kravitz）編寫劇本，講述連恩·尼遜飾演的前海軍陸戰隊員居住在亞利桑那州邊境的牧場，他必須幫助一名小男孩（雅各·佩雷斯飾演）躲避墨西哥販毒集團的追殺，路途中兩人培養了友誼。其他主演包括凱瑟琳·溫妮柯、尤安·帕布羅·瑞巴和特雷莎·魯伊斯。
《捍衛救援》2021年1月15日在美國影院上映。影評人對其好壞參半，多數讚賞尼遜的表現，但批評電影的老套。

## 劇情
前海軍陸戰隊偵察狙擊手兼越戰老兵吉姆·漢森失去妻子後成為酒鬼，和愛犬傑克森居住在亞利桑那州和墨西哥的邊境牧場，生活拮据，同時幫助邊境巡邏隊防堵嘗試非法越境的外來者。某日，他在巡邏時遇到了從墨西哥販毒集團逃脫的蘿莎和她的兒子米格爾，羅莎正因帶著其兄弟自毒販拿取的現金而遭追殺。在拒絕交出母子倆由毒販帶走後，引發一陣意外交火，過程中，漢森在與其對抗的槍戰中殺死了毒販老大毛里西歐的弟弟；蘿莎亦不幸中彈身受重傷，臨死前給予漢森一張寫著母子倆在芝加哥的親戚住址字條和一袋現金請求託付，漢森勉為其難答應帶著米格爾離開。
邊境巡邏隊在蘿莎死後出現並帶走米格爾，毛里西歐的手下聲稱他是米格爾的親戚，企圖在米格爾被遣返墨西哥時逮住他。漢森碰巧在那裡看到他們的車，並偷偷帶走米格爾前往芝加哥。漢森拒絕了境巡邏隊的繼女莎拉提議，堅持自己繼續保護米格爾安全的目標。毒販們使用假護照進入美國，追擊漢森和米格爾。一名受賄的邊境巡邏人員認出了他們的幫派紋身，刻意忽視假護照，並允許他們入境。
漢森用信用卡修理卡車後，毛里西歐追查出兩人正前往奧克拉荷馬州的66號公路。一名警員攔下漢森和米格爾，聲稱自己要去「和男孩說話」，但從未真正與米格爾交談過。漢森意識到警員與毒販有勾結後，制伏了對方並取回了他的車鑰匙。不久之後，毛里西歐等人前來處決失手的警員，而漢森和米格爾則在遠處觀看。
漢森和米格爾繼續向北前進，並在一間汽車旅館中被追上。儘管兩人成功逃脫，但漢森的愛犬傑克森卻不幸被毛里西歐殺死。路途中他們在教堂前停下來，以便米格爾能為蘿莎送行，隨後米格爾表示拒絕花用販毒集團的錢，於是兩人燒光了這袋錢。
逃亡途中卡車散熱器出現故障，漢森和米格爾被迫停下來，遭毛里西歐一行人近身追上。漢森和米格爾逃到一座農場並合力殺死兩名毒販，但毛里西歐抓住了米格爾。毛里西歐強迫米格爾朝漢森開槍，但米格爾將槍的彈匣退出來，讓漢森得以趁機與毛里西歐搏鬥，最後漢森占了上風，對毛里西歐開了幾槍。漢森不打算殺死他，而是遞出剩餘一顆子彈的槍，重傷在地的毛里西歐可以選擇射殺漢森或自殺。當漢森和米格爾離開農場時，他們聽到了槍聲，暗示毛里西奧選擇了自殺。
兩人最終到達了芝加哥，讓米格爾與親戚團聚。漢森則登上了一輛公車，意識到自己在與毛里西歐的搏鬥中受的傷，於是安詳地坐在座椅上，閉上了眼睛。

## 演員
- 連恩·尼遜飾演吉姆·漢森（Jim Hanson）
- 凱瑟琳·溫妮柯（英语：Katheryn Winnick）飾演莎拉·彭寧頓（Sarah Pennington）
- 尤安·帕布羅·瑞巴飾演毛里西歐（Maurico）
- 特雷莎·魯伊斯（英语：Teresa Ruiz (actress)）飾演蘿莎（Rosa）
- 雅各·佩雷斯（Jacob Perez）飾演米格爾（Miguel）
- 盧斯·雷恩斯（英语：Luce Rains）飾演艾夫里特·克勞福德（Everett Crawford）
- 阿爾弗雷多·奎羅茲（Alfredo Quiroz）飾演卡洛斯（Carlos）

## 製作
該片起初命名為《分鐘人》（The Minuteman）。2019年5月，據報導，連恩·尼遜簽約擔任主演。2019年9月，凱瑟琳·溫妮柯和尤安·帕布羅·瑞巴加入演出陣容。主要拍攝在俄亥俄州羅藍縣、波蒂奇县和沙登進行，部份場景於新墨西哥州取景。拍攝於2019年10月結束。

## 發行
《捍衛救援》最初定於2021年1月22日在美國上映，但後來提前一週，改為1月15日。

## 反響

### 評價
評論匯總網站爛番茄根據68條評論，新鮮度34％，平均評分為5.2／10；共識評論：「《捍衛救援》受益於連恩·尼遜的主導發揮，但這部公式化的驚悚片應該看向更高的目標。」在Metacritic上，得分44，評價兩極。根據PostTrak調查，有73％的觀眾對該片給予正面評價，其中46％的觀眾表示推薦。

### 票房
在美國為期四天的马丁·路德·金纪念日週末中，《捍衛救援》獲得了370萬美元的票房，這是繼去年10月的《倒數反擊》後，在COVID-19疫情期間票房收入第二高的開路影業／尼遜電影。該片在南方地區表現最好，男性佔觀眾的57％，年齡在25歲以上的人群佔72％。隔週收入達203萬美元。

## 外部連結
- 互联网电影数据库（IMDb）上《捍衛救援》的资料（英文）